# Kazimierz Czarnecki (podpułkownik)
Kazimierz Zygmunt Czarnecki (ur. 17 grudnia 1894 w Olesku, zm. wiosną 1940 w Katyniu) – podpułkownik piechoty Wojska Polskiego, działacz niepodległościowy, ofiara zbrodni katyńskiej.

## Życiorys
Syn Michała i Anieli z Zawadzkich. Działacz niepodległościowy, w czasie I wojny światowej walczył m.in. w 2 pułku piechoty pod Mołotkowem. W 1918 roku rozpoczął służbę w 4 pułku piechoty, a w 1920 roku – w Mińskim pułku strzelców. W tym czasie uczestniczył w akcji wileńskiej gen. Lucjana Żeligowskiego. 3 maja 1922 roku został zweryfikowany w stopniu kapitana ze starszeństwem z dniem 1 czerwca 1919 roku. 12 kwietnia 1927 roku został awansowany na majora ze starszeństwem z dniem 1 stycznia 1927 roku i 37. lokatą w korpusie oficerów piechoty. W maju 1927 został wyznaczony w 86 pułku piechoty w Mołodecznie na stanowisko dowódcy I batalionu. 14 grudnia 1931 roku został awansowany na podpułkownika ze starszeństwem z dniem 1 stycznia 1932 i 23. lokatą w korpusie oficerów piechoty. W marcu 1932 roku został przeniesiony z 39 Pułk Piechoty w Jarosławiu do Korpusu Ochrony Pogranicza. 21 marca 1935 roku został przeniesiony z KOP i wyznaczony na stanowisko zastępcy dowódcy 40 pułku piechoty Dzieci Lwowskich we Lwowie. W latach 1935–1937 dowódca batalionu szkolnego Podchorążych Rezerwy Piechoty w Zambrowie. Po jego likwidacji trafił do 7 pułku piechoty Legionów. W 1939 roku był komendantem Kadry Zapasowej Piechoty „Włodzimierz” w Włodzimierzu.

W czasie kampanii wrześniowej 1939 roku był dowódcą Ośrodka Zapasowego 13 Dywizji Piechoty. Po agresji ZSRR na Polskę w nieznanych okolicznościach dostał się do niewoli sowieckiej. Przebywał w obozie jenieckim w Kozielsku. Wiosną 1940 roku został zamordowany przez funkcjonariuszy NKWD w Katyniu i tam pogrzebany w bezimiennej mogile zbiorowej, gdzie od 28 lipca 2000 roku mieści się oficjalnie Polski Cmentarz Wojenny w Katyniu. W miejscu tym prowadzone były ekshumacje i prace archeologiczne, jednak Kazimierz Zygmunt Czarnecki nie został zidentyfikowany. 
5 października 2007 roku minister obrony narodowej Aleksander Szczygło mianował go pośmiertnie na stopień pułkownika. Awans został ogłoszony 9 listopada 2007 roku w Warszawie, w trakcie uroczystości „Katyń Pamiętamy – Uczcijmy Pamięć Bohaterów”.

## Ordery i odznaczenia
- Krzyż Niepodległości – 17 marca 1938 „za pracę w dziele odzyskania niepodległości”[19]
- Krzyż Kawalerski Orderu Odrodzenia Polski – 9 listopada 1931 „za zasługi na polu wyszkolenia wojska”[20]
- Krzyż Walecznych dwukrotnie[1]
- Złoty Krzyż Zasługi – 10 listopada 1928[21]
- Krzyż Zasługi Wojsk Litwy Środkowej[22]